# Палаццо Джустиниан-Лолин
Не путать с Палаццо Джустиниан
Палаццо Джустиниан-Лолин (итал. Palazzo Giustinian Lolin) — дворец в Венеции, расположенный в районе Сан-Марко на Гранд-канале недалеко от Кампо Санто-Стефано и Моста Академии. Построен в XVII веке на месте старого здания XIV века для семьи Лолин.

## История
Здание дворца было возведено в XVII веке для семьи Лолин на месте старой постройки XIV века в традиционном для того времени стиле венецианского барокко венецианском архитектором Бальдассаре Лонгена. В 1624 году по завещанию Джованни Лолина дворец перешел к его племяннику, Джованни Джустиниану, принявшему фамилию Лолин. Позднее дворец ещё несколько раз менял хозяев, был собственностью знаменитой танцовщицы Марии Тальони.
В настоящее время в нём находится Фонд Уго и Ольги Леви (Fondazione Ugo e Olga Levi), занимающийся исследованиями в области музыки, а также небольшой отель.